# Centromyrmex congolensis
Centromyrmex congolensis é uma espécie de inseto do gênero Centromyrmex, pertencente à família Formicidae.